# کریات موتزکین
کریات موتزکین (در عبری: קריית מוצקין) نام شهری در استان حیفا اسرائیل است که جمعیت آن در سال ۲۰۰۶ ۳۹٬۸۰۰ نفر و مساحت آن ۳٬۷۷۸ کیلومتر مربع بوده‌است.